# البروتين الناقل لإستر الكوليسترول
البروتين الناقل لإستر الكوليسترول Cholesterylester transfer protein (CETP) ، ويسمى أيضا البروتين الناقل لدهون البلازما، هو بروتين بلازمي يسهل نقل استرات الكوليسترول وثلاثي الغليسريد بين البروتينات الدهنية. حيث يجمع هذا البروتين  ثلاثي الغليسريد من البروتين الشحمي شديد انخفاض الكثافة (VLDL) أو البروتينات الدهنية منخفضة الكثافة (LDL) ويبادل معهم باسترات الكوليسترول الذي يأخذه من البروتينات الدهنية عالية الكثافة (HDL) ، والعكس بالعكس. وعلى أية حال، ففي معظم الوقت يقوم هذا البروتين (CETP) بتبادل مغاير، يتاجر بثلاثي الغليسريد مقابل استر الكوليسترول أو يتاجر باستر الكوليسترول مقابل الشحوم الثلاثية (ثلاثي الغليسريد).